# Jang Se-hong
Dans ce nom coréen, le nom de famille, Jang, précède le nom personnel.
Jang Se-hong, né le 23 octobre 1953 en Corée du Nord, est un lutteur nord-coréen spécialiste de la lutte libre.

## Biographie
Jang Se-hong participe aux Jeux olympiques d'été de 1980 à Moscou dans la catégorie des poids super-mouches et remporte la médaille d'argent.